# Conferència de l'ONU sobre el Canvi Climàtic 2007
La Conferència de les Nacions Unides sobre el Canvi Climàtic de Bali, que va tenir lloc en Bali (Indonèsia) del 3 al 15 de desembre de 2007 va ser la XIII Conferència Internacional sobre Canvi Climàtic de l'ONU, reunió anual de la Convenció Marc sobre el Canvi Climàtic (CMNUCC). 10.000 participants, inclosos representants de 180 països. L'adopció del "Full de ruta de Bali" va iniciar negociacions sobre un acord global sobre el canvi climàtic i va detallar un calendari per a aquestes negociacions amb la promesa d'una conclusió en 2009 amb la Conferència de Copenhaguen.

## Assoliments de la conferència
Els països presents, incloent els Estats Units, han acordat en una "fulla de soupa", el programa de treball per preparar la conferència de Copenhaguen, o sigui per arribar a un acord sobre els compromisos assumits pels països per al període posterior a 2012 (fi del Protocol de Kyoto).
Aquest full de ruta estableix un consens sobre la necessitat de dur a terme debats i acords fins a 2009 per fixar nous objectius que s'apliquessin després de 2012.
El full de ruta també es refereix als compromisos diferents entre els països desenvolupats i els països en desenvolupament. Els primers assumeixen compromisos de reducció d'emissions, quan els últims es comprometen a adoptar en el futur mesurades concretes per reduir les seves emissions, però no hi ha límit màxim de qüestió.
No hi ha cap meta numèrica en el text oficial de la conferència, però es refereix explícitament al quart Informe del IPCC, anunciant que és necessari reduir les emissions globals en almenys un 50% el 2050.